# Liste der Biografien/Ce
Liste der Biografien |
Portal Biografien |
Personensuche
# |
A |
B |
C |
D |
E |
F |
G |
H |
I |
J |
K |
L |
M |
N |
O |
P |
Q |
R |
S |
T |
U |
V |
W |
X |
Y |
Z |
?
 
Ca |
Cb |
Cc |
Ce |
Ch |
Ci |
Cj |
Ck |
Cl |
Cm |
Cn |
Co |
Cr |
Cs |
Ct |
Cu |
Cv |
Cw |
Cy |
Cz
 
Cea |
Ceb |
Cec |
Ced |
Cee |
Cef |
Ceg |
Ceh |
Cei |
Cej |
Cek |
Cel |
Cem |
Cen |
Ceo |
Cep |
Cer |
Ces |
Cet |
Ceu |
Cev |
Cey |
Cez
Die Liste der Biografien führt alle Personen auf, die in der deutschsprachigen Wikipedia einen Artikel haben. Dieses ist eine Teilliste mit 4 Einträgen von Personen, deren Namen mit den Buchstaben „Ce“ beginnt.

## Ce
- Cē Acatl Tōpīltzin Quetzalcōātl (* 843), toltekischer Priester, Erfinder von Kalender und Schrift
- Ce’ Cile (* 1977), jamaikanische Musikerin
- Cé, Gabriela (* 1993), brasilianische Tennisspielerin
- Cé, Marco (1925–2014), italienischer Geistlicher, Patriarch von Venedig und Kardinal der römisch-katholischen Kirche